# Wallfahrtskirche St. Salvator (Rimsting)
Die Wallfahrtskirche St. Salvator im Rimstinger Ortsteil Sankt Salvator liegt an der Straße von Prien nach Wildenwart.
Ihre Entstehung verdankt sie der Überlieferung gemäß einem Frevel einer Hostie. Eine Frau aus Siggenham soll in der Pfarrkirche Prien unwürdig zur Kommunion gegangen sein, die Hostie aber nicht verzehrt haben, sondern sie mitgenommen haben. Nachdem sie auf dem Heimweg auf halber Strecke Reue ergriffen habe, habe sie die Hostie an der Stelle des heutigen Hochaltars auf die Erde gelegt, wo sie sogleich im Erdboden versank. Dies wurde als Wunder gedeutet, was zum Bau einer Kirche führte.

## Baugeschichte
Die Bezeugung des ersten Baus reicht bis ins 12. Jahrhundert zurück. So erscheint in einem Traditionskodex des Stiftes Herrenchiemsee eine „ecclesia sancti Salvatoris“, die Peter v. Bomhard zufolge jene Kirche bezeichnet. Der heutige Bau entstand im 15. Jahrhundert und weist typische Merkmale einer mittelalterlichen Hostienkirche auf. 1472 wurde die Kirche vom damaligen Bischof v. Chiemsee, Bernhard v. Kraiburg, konsekriert. Während das Äußere noch von dieser Bauphase zeugt (Satteldach und spätromanischer Turm), wurde der Innenraum nach und nach umgestaltet und erhielt im Großen und Ganzen seine Gestalt im 18. Jahrhundert.

## Innenausstattung

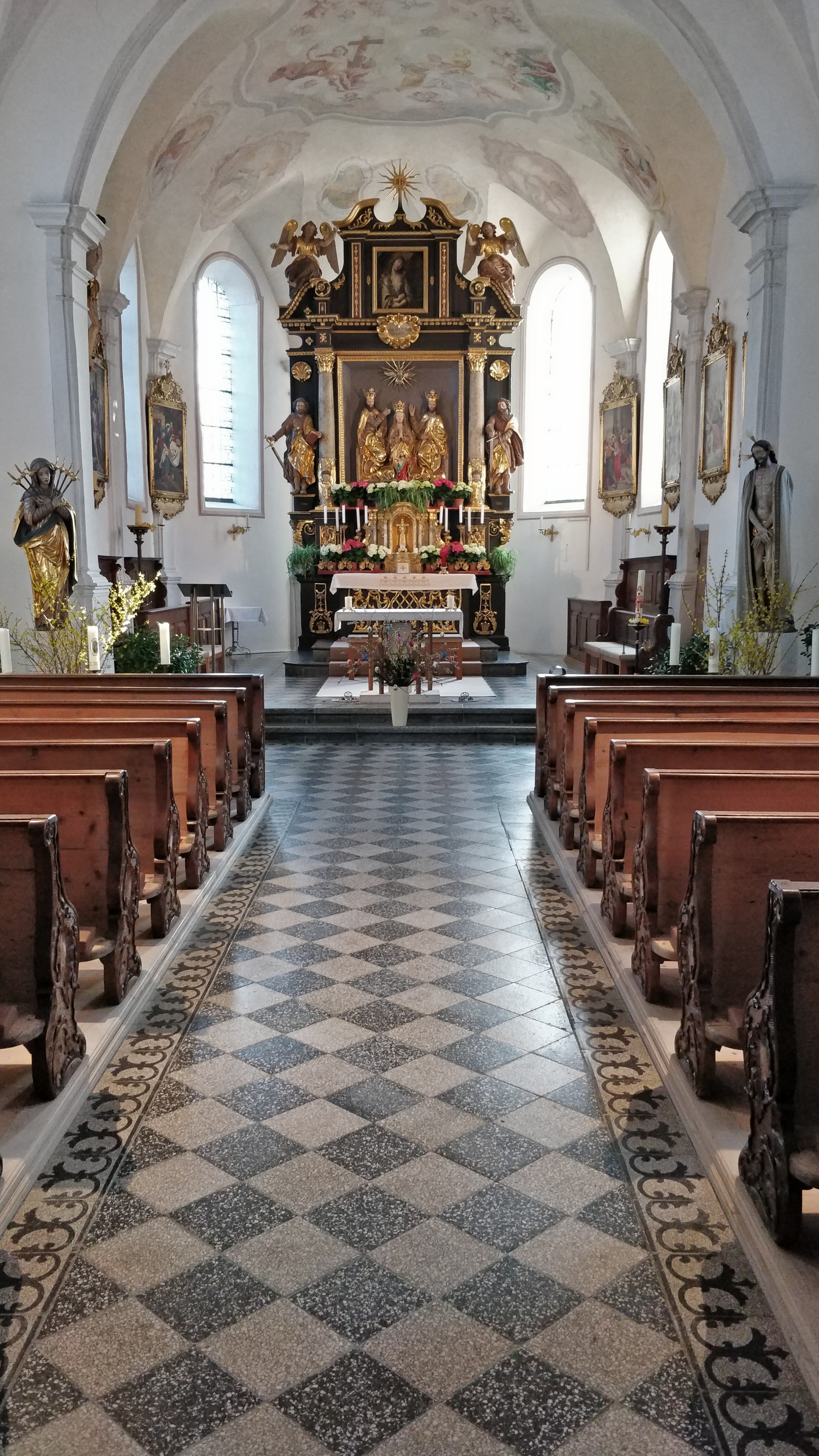
Ansicht des Kirchenschiffs der Wallfahrtskirche St. Salvator in Rimsting nach Osten hin

Im Zentrum der Kirche steht der prachtvolle frühbarocke, im 17. Jahrhundert geschaffene Hochaltar, in dessen Mitte sich eine Schnitzgruppe der Krönung Mariens durch die heiligste Dreifaltigkeit befindet. Die Schnitzgruppe wiederum wird durch die Wetterpatrone St. Johannes und Paulus flankiert. Der Aufsatz des Altars zeigt ein Bildnis der hl. Maria Magdalena ebenfalls aus der Barockzeit. An der Stelle der 1959 entfernten Seitenaltäre befinden sich zwei Statuen aus dem 17. Jahrhundert: Links die Schmerzhafte Mutter Gottes, rechts das Gnadenbild der Kirche, Jesus Christus als der Auferstandene, der aber dennoch seine Wundmale sichtbar trägt.
Bemerkenswert ist ferner ein Türflügel im Turmportal mit reichen Eisenbeschlägen. Im Turm läuten drei Bronzeglocken in der Melodielinie des Te Deum. Herausragend ist die sog. „Freyberg-Glocke“, eine wertvolle Wetterglocke aus dem 16. Jahrhundert, die ursprünglich aus dem Geläut der Priener Pfarrkirche stammt. Die von Wolfgang Steger (München) im Jahr 1552 gegossene Glocke überlebte die Wirren der Kriege durch den mutigen Einsatz eines Pinswanger Bauern. Dieser versteckte die nicht auf der offiziellen Abgabe-Liste befindliche Glocke unter Lebensgefahr im oberen Kirchturmbereich und bewahrte somit eine der schönsten Glocken des 16. Jahrhunderts im Erzbistums München und Freising vor dem Einschmelzen.

### Orgel
Das erste überlieferte Orgel schuf ein heute unbekannter Orgelbauer im Jahr 1661. Sie wurde 1842/43 im Pfeifenbestand und Gehäuseaufbau von Josef Wagner (Glonn) umgebaut. Die Orgel hatte folgende Disposition: 
| Manual C–c3 |       |
| Copel       | 8′    |
| Principal   | 4′    |
| Flöte       | 4′    |
| Oktav       | 2′    |
| Superoktav  | 1′    |
| Mixtur II   | 1 ⁄2′ |
| Trompete    | 8′    |

|            |     |
| Pedal C–a0 |     |
| Subbass    | 16′ |
| Octavbass  | 8′  |

Im Jahr 1878 erhielt St. Salvator eine neue Orgel (I/8) aus der Orgelbauwerkstatt Müller (Rosenheim). Das Vorgängerinstrument kam 1879 nach Kögning bei Taufkirchen an der Vils. 
Die Disposition lautet:
| Manual C–c3 |       |
| Hohlflöte   | 8′    |
| Gedeckt     | 8′    |
| Gamba       | 8′    |
| Flöte       | 4′    |
| Octav       | 2′    |
| Mixtur      | 1 ⁄3′ |

| Pedal C–f0 |     |
| Subbass    | 16′ |

- Schleiflade, mechanische Traktur

## Wallfahrt
Während die Wallfahrt nach St. Salvator im Hochmittelalter blühte, nahm sie gegen Ende des 18. Jahrhunderts rapide ab. Allerdings ist sie nicht ganz erloschen. Bis heute kommen Jahr für Jahr Pilger aus den Pfarreien Halfing, Höslwang und Rimsting.
Seit den 1990er Jahren führt ein Kreuzweg durch das Priental zur Wallfahrtskirche, der von der Chiemgauer Künstlerin Christine Stadler geschaffen wurde.